# 大清银行大连支店旧址
大清银行大连支店旧址，又名中国银行大连支行旧址，位于辽宁省大连市中山广场7号，位于人民路和七一街之间。现由中信银行中山支行使用。

## 历史
大清银行大连支店于1910年6月竣工，设于关东州租借地经济中心“大连大广场”（今大连中山广场）。1912年中华民国成立后改为中国银行。二战后由大连市教育局使用。

## 建筑
大清银行大连支店是一座3层分行大楼，建筑风格属于文艺复兴式样，中央的塔楼具有法式风格。面积1,762平方米。

## 保护
2001年，大连中山广场近代建筑群公布为第五批全国重点文物保护单位，但仅包含原大连民政署、原朝鲜银行大连支店、原大和旅舍、原东清轮船会社四座建筑，并不包括大清银行大连支店旧址。
2003年9月29日，中国银行大连支行旧址公布为第五批大连市文物保护单位。
2014年10月，大清银行大连支店旧址公布为第九批辽宁省文物保护单位，编号9-182。